# The Gathering (álbum de Testament)
| Críticas profissionais | Críticas profissionais |
| Avaliações da crítica  | Avaliações da crítica  |
| Fonte                  | Avaliação              |
| ---------------------- | ---------------------- |
| allmusic               | [ 1 ]                  |
| Rate Your Music        | link                   |

The Gathering é o oitavo álbum de estúdio da banda de thrash metal Testament, lançado em 1999. Neste álbum há a participação do guitarrista James Murphy (Cancer, Obituary), do baixista Steve DiGiorgio (Sadus, Death), e do baterista Dave Lombardo (Slayer, Grip Inc.). Em 2020, a revista Metal Hammer o elegeu como um dos 20 melhores álbuns de metal de 1999.

## Faixas
| N.º            | Título                        | Compositor(es)                   | Duração |  |
| 1.             | "D.N.R. (Do Not Resuscitate)" | Chuck Billy, Eric Peterson       | 3:34    |  |
| 2.             | "Down for Life"               | Billy, Peterson                  | 3:23    |  |
| 3.             | "Eyes of Wrath"               | Billy, James, Peterson           | 5:26    |  |
| 4.             | "True Believer"               | Peterson, Ramirez                | 3:36    |  |
| 5.             | "3 Days in Darkness"          | Billy, James, Peterson           | 4:41    |  |
| 6.             | "Legions of the Dead"         | Peterson                         | 2:37    |  |
| 7.             | "Careful What You Wish For"   | Billy, James, Lombardo, Peterson | 3:30    |  |
| 8.             | "Riding the Snake"            | Billy, Peterson                  | 4:13    |  |
| 9.             | "Allegiance"                  | Billy, Lombardo, Peterson        | 2:37    |  |
| 10.            | "Sewn Shut Eyes"              | Billy, James, Peterson           | 4:15    |  |
| 11.            | "Fall of Sipledome"           | Billy, Peterson                  | 4:48    |  |
| Duração total: | Duração total:                | Duração total:                   | 42:40   |  |

## Integrantes
- Chuck Billy: Vocais
- Eric Peterson: Guitarra
- James Murphy: Guitarra
- Steve DiGiorgio: Baixo
- Dave Lombardo: Bateria